# Northwest Airlines

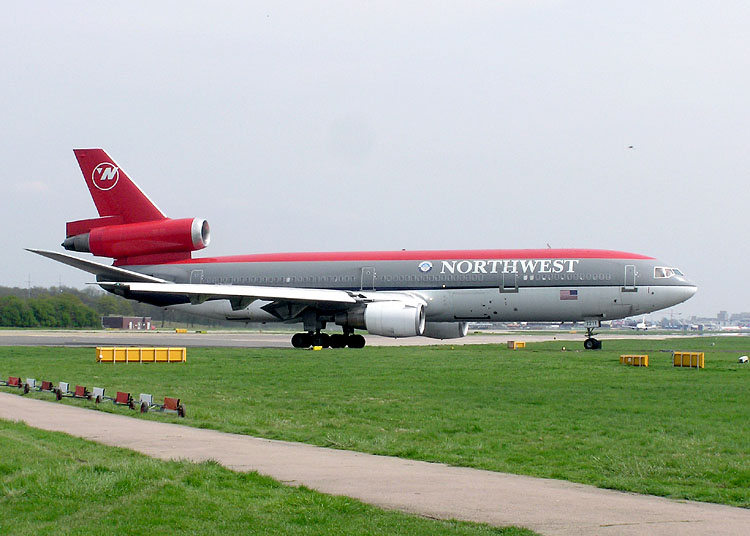
Een Douglas DC-10-30 in het kleurenschema dat gevoerd werd tussen 1989 en 2003

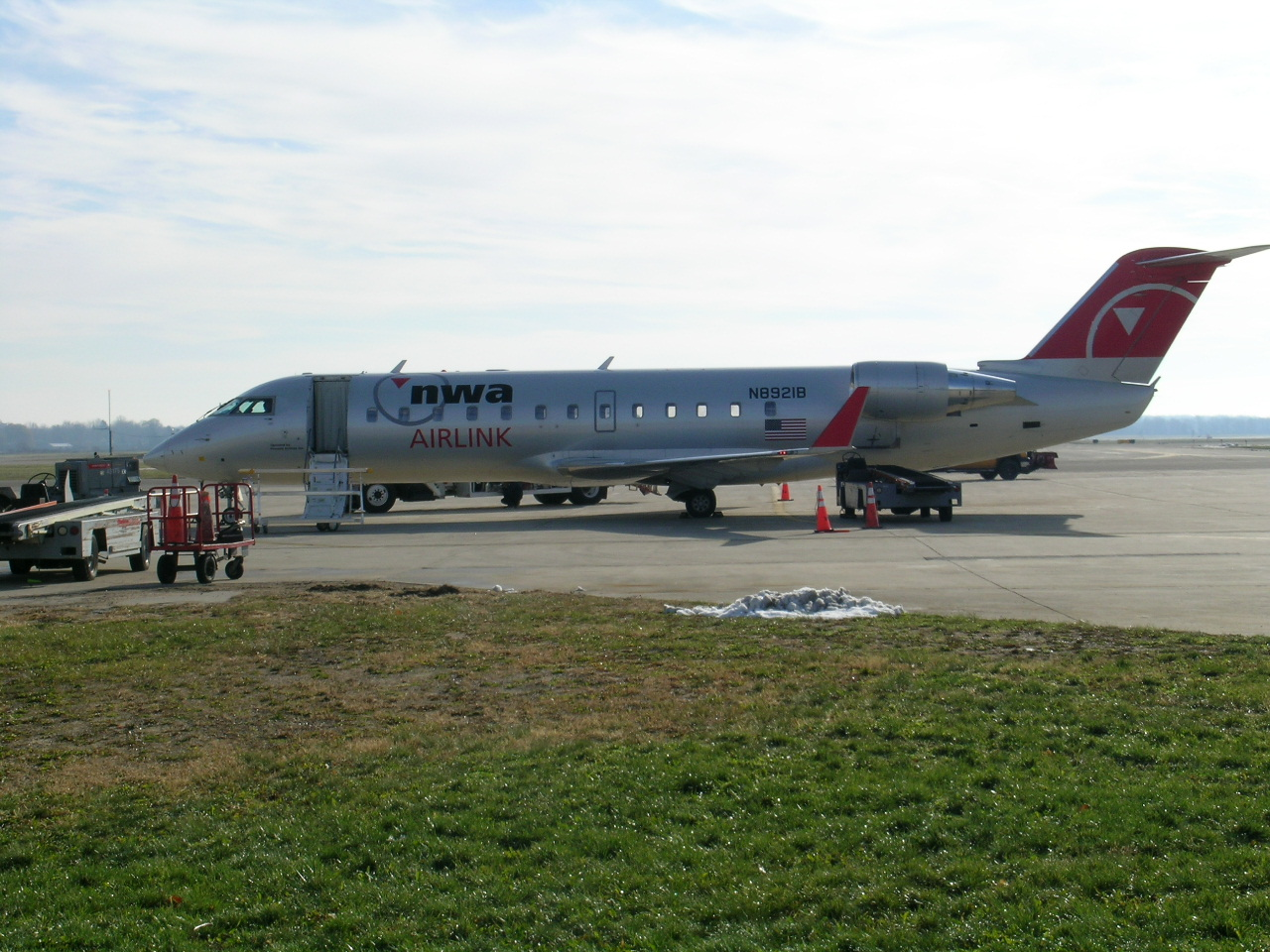
Een toestel van Northwest Airlink, in het nieuwe kleurenschema

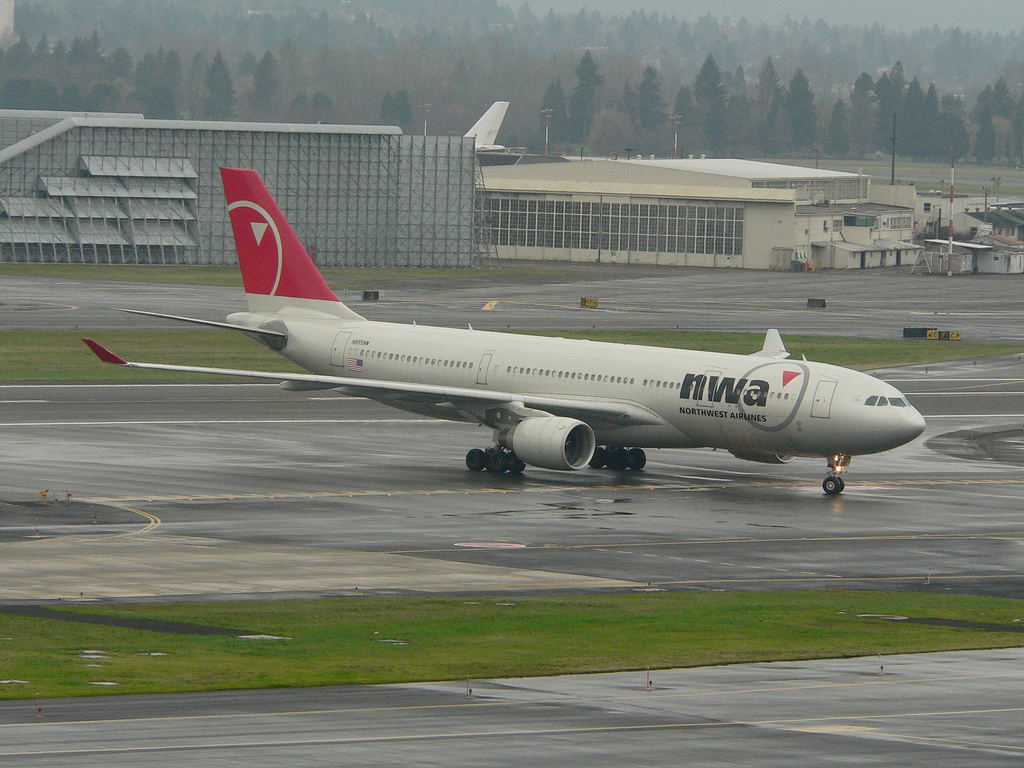
Een Airbus A330-200 op Portland International Airport

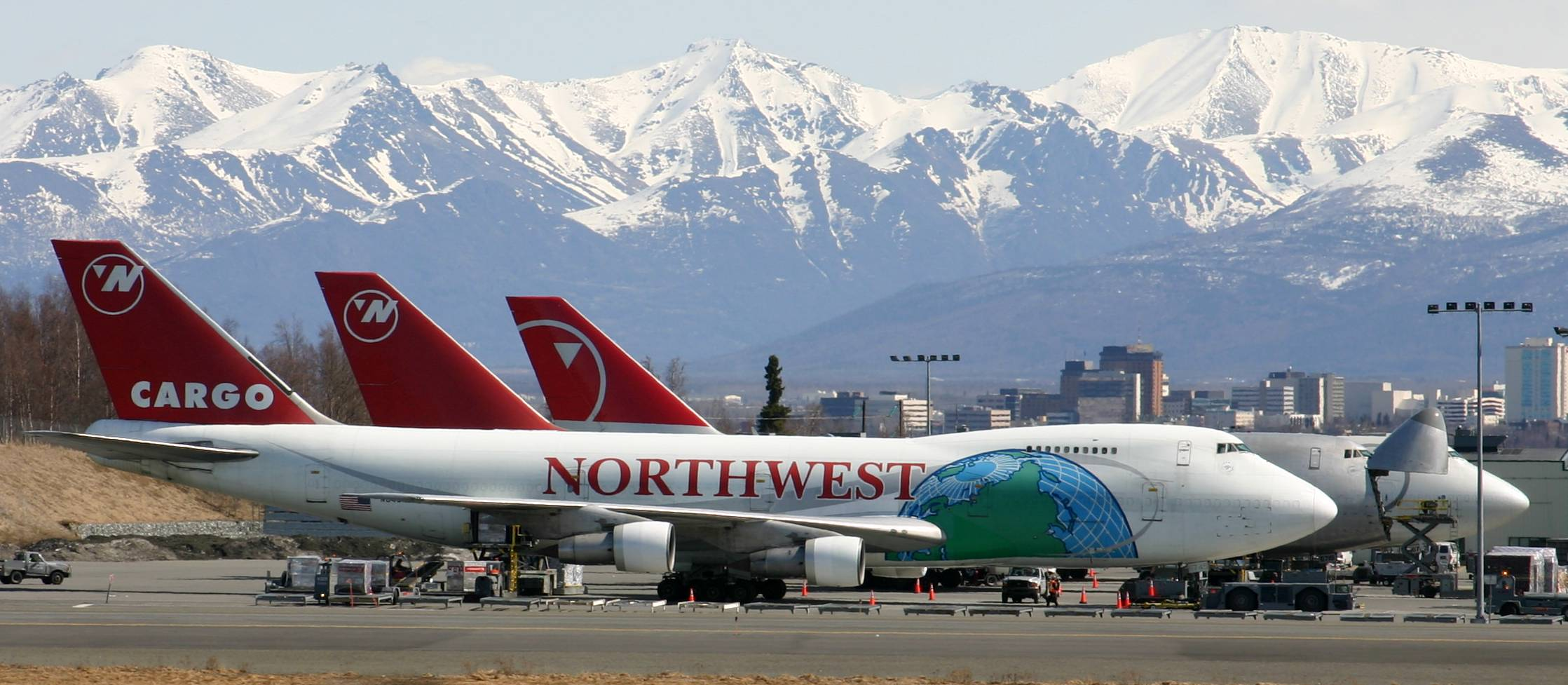
Vrachtoestellen van NWA op Ted Stevens Anchorage International Airport

Northwest Airlines, Inc. was een Amerikaanse luchtvaartmaatschappij met het hoofdkwartier in Eagan (Minnesota).
De luchtvaartmaatschappij kende drie belangrijke knooppunten, ook wel hubs genoemd. In de Verenigde Staten, waren dit Minneapolis-Saint Paul International Airport, Detroit Metropolitan Wayne County Airport en Memphis International Airport. Northwest Airlines had Narita International Airport als knooppunt in Azië en Luchthaven Schiphol als hub in Europa samen met de strategische partner KLM. Het frequentflyerprogramma van Northwest heette sinds 1 oktober 2009 SkyMiles.
De regionale vluchten in Noord-Amerika werden uitgevoerd onder de naam Northwest Airlink door Mesaba Airlines en Pinnacle Airlines onder een codesharingovereenkomst. Na de overname door Delta worden deze vluchten uitgevoerd onder de naam Delta Connection.
In 2008 werd Northwest Airlines, Inc. overgenomen door Delta Air Lines, Inc., om samen verder te gaan onder de naam van Delta. Sinds 1 januari 2010 vliegen beide luchtvaartmaatschappijen onder dezelfde licentie. Sinds 31 januari 2010 is het merk Northwest Airlines voor de passagiers verdwenen.

## Geschiedenis

### Het begin
Northwest Airlines werd in 1926 opgericht door kolonel Lewis Brittin, onder de naam Northwest Airways. Net als veel andere vroege luchtvaartmaatschappijen, was dit bedrijf niet gericht op het vervoer van passagiers, maar op het vervoer van post. De snelgroeiende maatschappij zette een lijn op tussen Minneapolis (Minnesota) en Chicago (Illinois), waarbij gebruikgemaakt werd van tweedekkers zoals de Curtiss Oriole.
Tot 1927 vloog Northwest geen passagiersdiensten. In 1928 werd de eerste internationale lijnvlucht door de maatschappij uitgevoerd naar Winnipeg in Canada. Het bedrijf breidde zich uit door kleinere steden met elkaar te verbinden aan het eind van de jaren '20 van de 20e eeuw. In 1931 sponsorde Northwest Charles Lindbergh en diens vrouw tijdens een vliegtocht naar Japan, waarbij aangetoond werd dat een vlucht van New York naar Tokio via Alaska een slordige 3200 kilometer bespaarde. In 1933 werd Northwest aangewezen om de Northern Transcontinental Route te vliegen. Deze liep van New York naar Seattle (Washington); het jaar daarop nam het de naam Northwest Airlines aan. Vanaf 1941 worden aandelen van het bedrijf op de aandelenbeurs verhandeld.
Tijdens de Tweede Wereldoorlog vervoerde Northwest goederen naar Alaska. Vanwege slechte weersomstandigheden begon Northwest de staarten van de toestellen rood te spuiten. Dit deed men voor een betere zichtbaarheid van het toestel als deze neergestort was. Tegenwoordig worden de staarten weer - net als het toestel - zilver gespoten.

### Na de oorlog
Op 15 juli 1947 voerde Northwest de allereerste commerciële lijnvlucht uit tussen de VS en Japan, waarbij gebruik werd gemaakt van een Douglas DC-4. Er werd gevlogen met een tussenstop in Anchorage. Vanuit Tokio werd verder gevlogen naar Seoel, Shanghai en Manilla. Na de omwenteling in China in 1949 werd Shanghai vervangen als bestemming door Taipei. Met de nieuwe lijndiensten werd de maatschappij Northwest Orient Airlines genoemd, hoewel de wettig gedeponeerde naam Northwest Airlines bleef.
Op 1 augustus 1949 stelde Northwest de Boeing 377 Stratocruisers in gebruik. Dit was een dubbeldeks toestel dat was afgeleid van een militair transporttoestel. Deze toestellen werden ingezet om rechtstreeks vanaf Seattle, via Anchorage (Alaska), naar Japan te vliegen. In 1951 hielp Northwest met de oprichting van Japan Airlines door bemanningen en vliegtuigen aan de nieuwe maatschappij uit te lenen. In 1952, onder het bilaterale luchtvaartverdrag tussen Amerika en Japan, mochten zowel Northwest als Pan American op Japan vliegen, maar ook vluchten uitvoeren vanuit Japan naar andere bestemmingen in Azië. Northwest was de grootste niet-Japanse gebruiker van het internationale vliegveld Narita (nabij Tokio).

### Deregulering
Na de deregulering van de Amerikaanse luchtvaart, begon Northwest in 1984 weer op China te vliegen na een afwezigheid van 34 jaar. Het routenetwerk werd uitgebreid met onder meer het Verenigd Koninkrijk, Ierland, Duitsland en Scandinavië. Op 1 oktober 1986 nam Northwest de concurrent Republic Airlines over en ging over op de drie hub strategie in de Verenigde Staten. Na de overname verdween de titel Orient uit de naam, en werd het Northwest Airlines.
Northwest werd in 1989 via een leveraged buyout gekocht door een investeringsgroep waarin kapitaal was gestoken door Al Checchi, Gary Wilson, KLM en vele anderen. In 1993 begon Northwest zijn strategische alliantie met de KLM, wat toentertijd de grootste samenwerking was tussen twee luchtvaartmaatschappijen. Northwest trok zich geleidelijk aan terug uit de kleinere Europese bestemmingen en ging zich concentreren op de binnenlandse en Aziatische markt. Op 1 mei 1996 begon Northwest met de rechtstreekse lijnvlucht Detroit-Peking. De route Detroit-Shanghai volgde in april 2000.

### 21e eeuw
In september 2004 werd Northwest onderdeel van de SkyTeam-alliantie samen met de partners KLM en Continental Airlines, de laatste stapte echter uit de alliantie in 2008. Northwest had eerder gepoogd om samen met KLM een globale alliantie, Wings te vormen, maar deze pogingen liepen op niets uit.
Minuten nadat Delta Air Lines op 14 september 2005 bekendmaakte, dat ze volgens Chapter 11 van de Amerikaanse faillissementswet bescherming tegen hun schuldeisers aanvroegen, deed Northwest hetzelfde. Eerder hadden al United Airlines, Delta Air Lines, Inc. en US Airways een aanvraag gedaan onder Chapter 11, wat betekende dat drie van de vijf grootste Amerikaanse luchtvaartmaatschappijen surseance van betaling hebben aangevraagd.

### Fusie met Delta
Op 14 april 2008 kondigden Northwest Airlines en Delta Air Lines, Inc. aan te fuseren. Op 29 oktober 2008 werden de plannen goedgekeurd door de Amerikaanse autoriteiten en was de samenvoeging officieel. Op 1 oktober 2009 werd het frequentflyerprogramma WorldPerks vervangen door Delta's SkyMiles. De nieuwe combinatie werd met 800 vliegtuigen en 75.000 medewerkers de grootste van de wereld. Northwest vloog aanvankelijk nog onder zijn eigen kleuren, maar werd op 31 januari 2010 volledig geïntegreerd in Delta Air Lines.

## Incidenten en ongevallen
- Op 12 maart 1948 stortte vlucht 4422, uitgevoerd met een militair gecharterde DC-4, neer op de terugreis van Shanghai naar de Verenigde Staten. Het toestel vloog tegen Mount Sanford in Alaska.
- De verdwijning van vlucht 2501, een DC-4 onderweg van New York naar Minneapolis-St. Paul op 23 juni 1950, boven het Michiganmeer, is nooit opgelost.
- Op 16 augustus 1987 stortte vlucht 255 kort na de start vanaf Detroit Metropolitan Wayne County Airport neer. Alle inzittenden op één klein meisje na kwamen om het leven bij de crash.
- In 1990 vloog een dronken bemanning een Boeing 727 van Fargo (North Dakota) naar Minneapolis-St. Paul.
- In 1995 waren drie vliegtuigen van Northwest Airlines het doelwit van een mislukte terroristische aanslag (Bojinka-complot).
- In januari 2001 vloog een dronken piloot een DC-9 van San Antonio (Texas) naar Minneapolis-St.Paul. Hij werd snel daarop ontslagen.
- Kort voor de Terroristische aanslagen van 11 september 2001, werd Zacarias Moussaoui (die later de bijnaam "de twintigste kaper" kreeg), gearresteerd nadat hij probeerde toegang te krijgen tot een vliegsimulator van een aan Northwest gelieerd bedrijf.
- In 2004 landde een piloot zijn vliegtuig per ongeluk op de luchtmachtbasis van Ellsworth in plaats van het nabijgelegen vliegveld van Rapid City. Omdat op de basis de B-2 bommenwerpers staan moesten de passagiers hun luikjes bij de ramen sluiten (dit was een opdracht van de Amerikaanse luchtmacht).
- In 2005 maakte een DC-10 onderweg van Mumbai naar Amsterdam een noodlanding te Teheran (Mehrabad Airport). Een waarschuwingslamp in de cockpit ging branden (later bleek dit loos alarm). Enkele uren werden verspild met het kopen van brandstof. Dit was het eerste Amerikaanse vliegtuig dat landde in Iran sinds de revolutie in 1979.
- Op 23 augustus 2006 keerde een DC-10 die vanuit Amsterdam op weg was naar Mumbai onder begeleiding van twee F-16's terug naar Luchthaven Schiphol. Enkele passagiers gedroegen zich in de ogen van de bemanning verdacht. Omdat ze uiteindelijk geen kwade bedoelingen in de zin bleken te hebben konden de betreffende passagiers enkele dagen later alsnog vertrekken naar Mumbai.
- Op 21 oktober 2009 vloog Northwest Airlines vlucht 188, een Airbus A320 die op weg was van San Diego International Airport naar Minneapolis-Saint Paul International Airport, aan de bestemmingsluchthaven voorbij en vloog 240 km te ver door, waardoor de luchtverkeersleiding de indruk kreeg dat de vlucht gekaapt was.[2][3] Aanvankelijk verklaarden de piloten dat ze in een verhitte discussie waren geraakt over de nieuwe arbeidsregels van de maatschappij, en daardoor niet merkten dat ze hun bestemming bereikt hadden.[4] Nadat de piloten zich realiseerden dat ze een fout gemaakt hadden, namen ze contact op met de luchtverkeersleiding. Ze vlogen terug naar Minneapolis waar ze ongeveer een uur te laat aankwamen. De vliegbrevetten van de piloten werden door de FAA ingetrokken.[5]
- Op 25 december 2009 op vlucht 253 van Amsterdam naar Detroit probeerde een man uit Nigeria het vliegtuig 20 minuten voor de landing het vliegtuig op te blazen. Hij zou in opdracht van Al Qaeda hebben gehandeld, maar de aanslag mislukte. Passagiers zagen hem een poederachtige substantie met een vloeistof tot ontbranding brengen. Hierbij hoorde passagiers kleine ontploffinkjes en was er een brandlucht te ruiken. De bom zag er volgens een mede-passagier zeer geavanceerd uit. De bom zou zwaar genoeg zijn geweest om het vliegtuig uit de lucht te halen. Direct na dit ongeval werden de luchthavens wereldwijd gevraagd om de controles op vluchten naar Amerika stevig aan te scherpen.

## Vloot
Northwest Airlines had in 2004 een van de oudste vloten in de VS: de gemiddelde leeftijd bedroeg 18,3 jaar. Dit kwam door het grote aandeel van de Douglas DC-9's in de vloot. Zonder dit type was de gemiddelde leeftijd 9,9 jaar. Northwest was ook een grootgebruiker van de Boeing 727, maar deze zijn uitgefaseerd ten gunste van de Airbus A319 en A320.
Alle passagiersvliegtuigen van Northwest hadden twee klassen:
- coach en first class op binnenlandse routes;
- coach en World Business Class op internationale vluchten.

De Airbus A330 en de 747-400 van Northwest waren als eerste ter wereld uitgerust met Business Class-stoelen die geheel vlak kunnen liggen (voor de slaaphouding).
| Vliegtuig                 | Totaal   | Bestellingen Opties | Passagiers (First*/Economy)                                                                                         | Routes                                                                          | IFE | Opmerkingen                                                                                 | Uitvoering                                              |
| ------------------------- | -------- | ------------------- | --- | ------------------------------------------------------------------------------- | --- | ------------------------------------------------------------------------------------------- | ------------------------------------------------------- |
| Airbus A319-100           | 57       | 5 0                 | VIP Charters 54 (54/0) Binnenlands 124 (16/108)                                                                     | Binnenlandse vluchten VS, Canada, Mexico                                        | Geen | 7 worden gebruikt voor vip-vluchten                                                         | 32 - Delta 25 - Northwest                               |
| Airbus A320-200           | 69       | 2 0                 | 148 (16/132) | Domestic short-medium haul VS, Canada, Mexico                                   | Geen |                                                                                             | 46 - Delta 23 - Northwest                               |
| Airbus A330-200           | 11       | 0                   | 243 (32/211) | International medium-long haul Trans-Atlantisch, transpacific, Azië, India      | Panasonic 3000i AVOD                                                                                    | Grootste Amerikaanse gebruiker van de Airbus A330                                           | Alleen Delta Airlines                                   |
| Airbus A330-300           | 21       | 0                   | 298 (34/264) | International medium-long haul Trans-Atlantisch, transpacific, Honolulu         | Panasonic 3000i AVOD                                                                                    | Grootste Amerikaanse gebruiker van de Airbus A330                                           | 16 - Delta 5 - Northwest                                |
| Boeing 747-400            | 16       | 0                   | 403 (65/338) | International long haul Transpacific en trans-Atlantisch                        | Panasonic 3000i AVOD (World Business Class) Overhead projectors (Economy)                               | Eerste gebruiker                                                                            | 6 - Delta 10 - Northwest                                |
| Boeing 757-200            | 23 9 5 8 | 0                   | Binnenlands 182 (22/160) Binnenlands 184 (22/162) Intrapacific 182 (20/162) Trans-Atlantisch/Pacifisch 160 (16/144) | Domestic/international short-medium haul North American, trans-Atlantisch, Azië | AVOD (Business, international 5600 series only) Overhead CRTs (Economy, international 5600 series only) | 15 uitgerust met Winglets                                                                   | 23 - Delta 22 - Northwest                               |
| Boeing 757-300            | 16       | 0                   | 224 (24/200) | Binnenlandse en medium lange vluchten Noord-Amerika, Westkust VS en Hawaï       | Overhead LCDs                                                                                           | Enige klant met Pratt & Whitney-motoren                                                     | 12 - Delta 4 - Northwest                                |
| Boeing 787-8              | 0        | 18 50               | 202 (48/154) | Internationale lange vluchten Trans-Atlantisch, trans-Pacifisch, Azië           | TBA | In dienst: 2010 Eerste Noord-Amerikaanse luchtvaartmaatschappij die gaat vliegen met de 787 |                                                         |
| McDonnell Douglas DC-9-30 | 27       | 0                   | 100 (16/84) | Korte binnenlandse vluchten VS, Canada                                          | Geen | 24 zullen uit de vloot worden genomen                                                       | Alleen in de vloot van Northwest                        |
| McDonnell Douglas DC-9-40 | 7        | 0                   | 110 (16/94) | Korte binnenlandse vluchten VS, Canada                                          | None |                                                                                             | Alleen in de vloot van Northwest                        |
| McDonnell Douglas DC-9-50 | 34       | 0                   | 125 (16/109) | Korte binnenlandse vluchten VS, Canada                                          | Geen |                                                                                             | Alle vliegtuigen zijn uitgerust in de kleuren van Delta |
| Totaal                    | 303      | 25 50               | |                                                                                 | |                                                                                             | 180 - Delta 129 - Northwest                             |

*First Class wordt aangeboden op binnenlandse vluchten. World Business Class op trans-Atlantische vluchten.

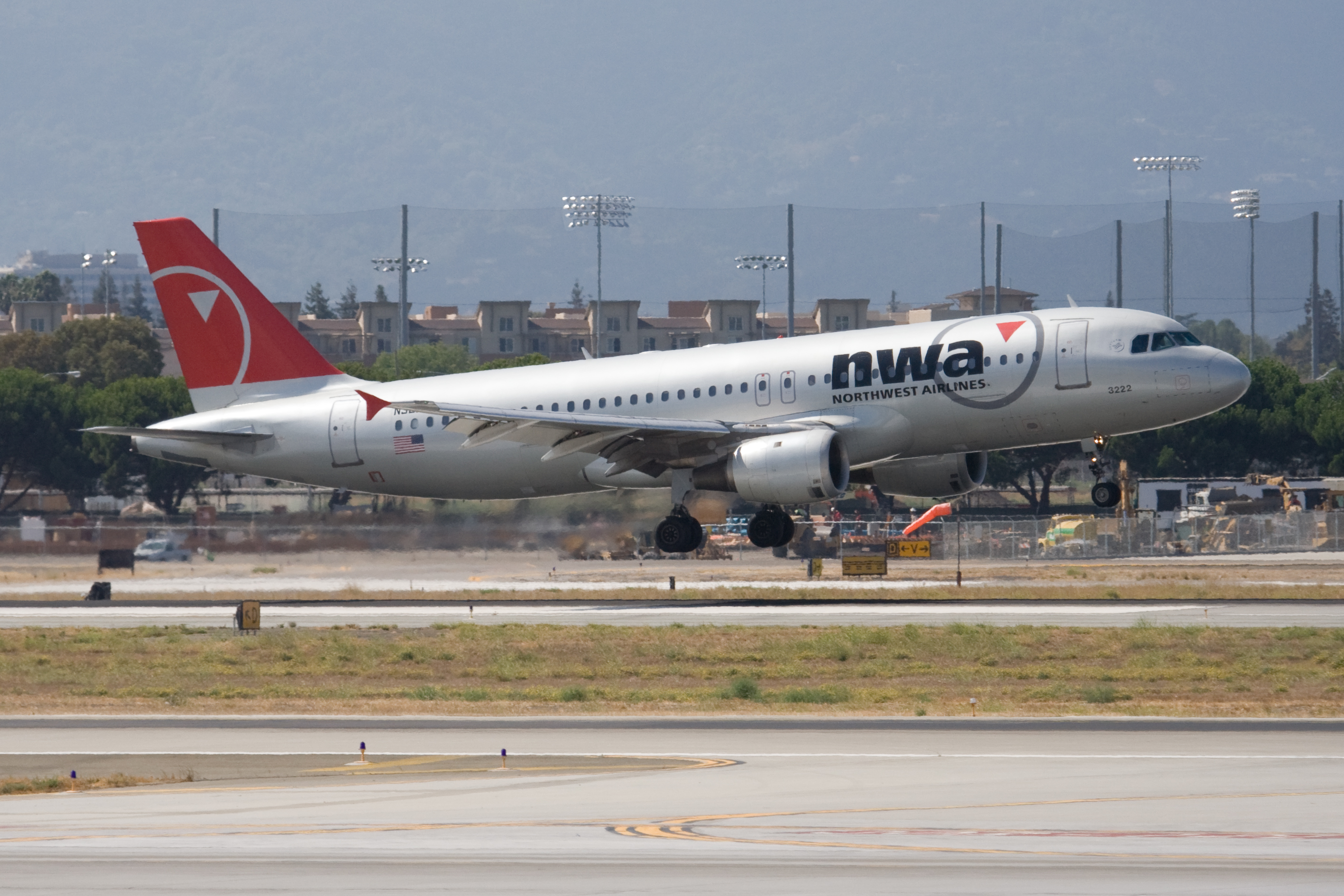
Airbus A320-200
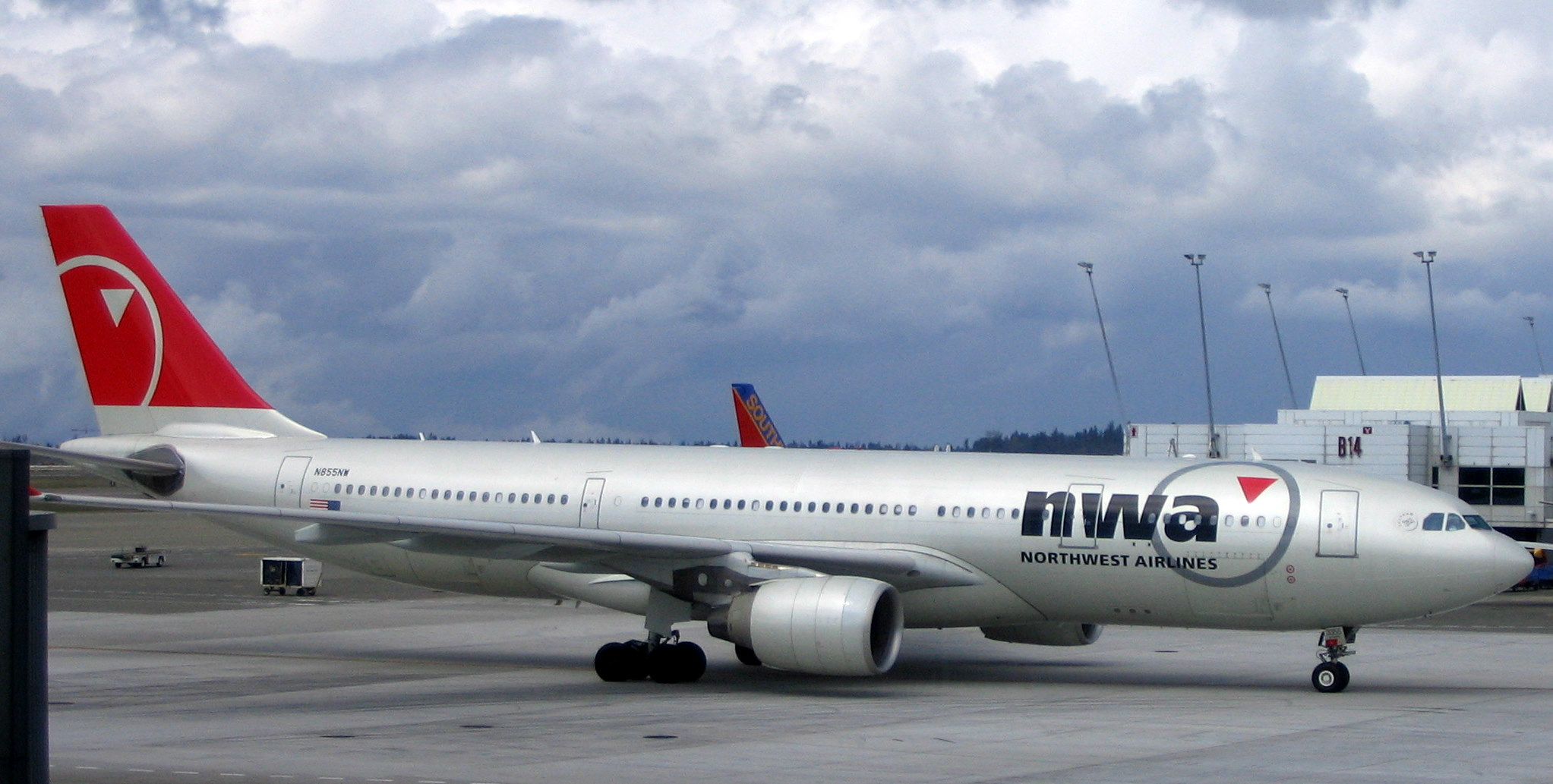
Airbus A330-200
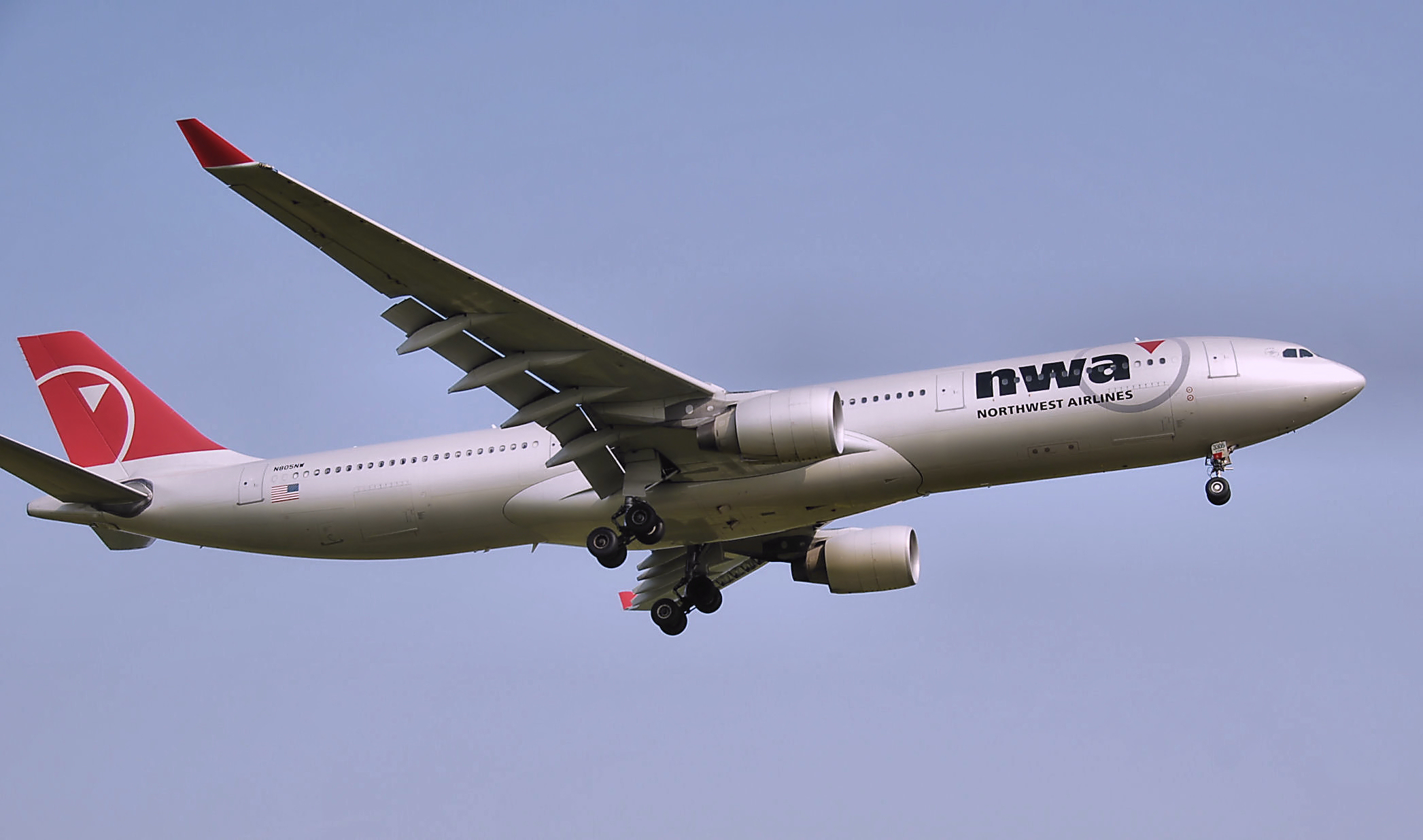
Airbus A330-300
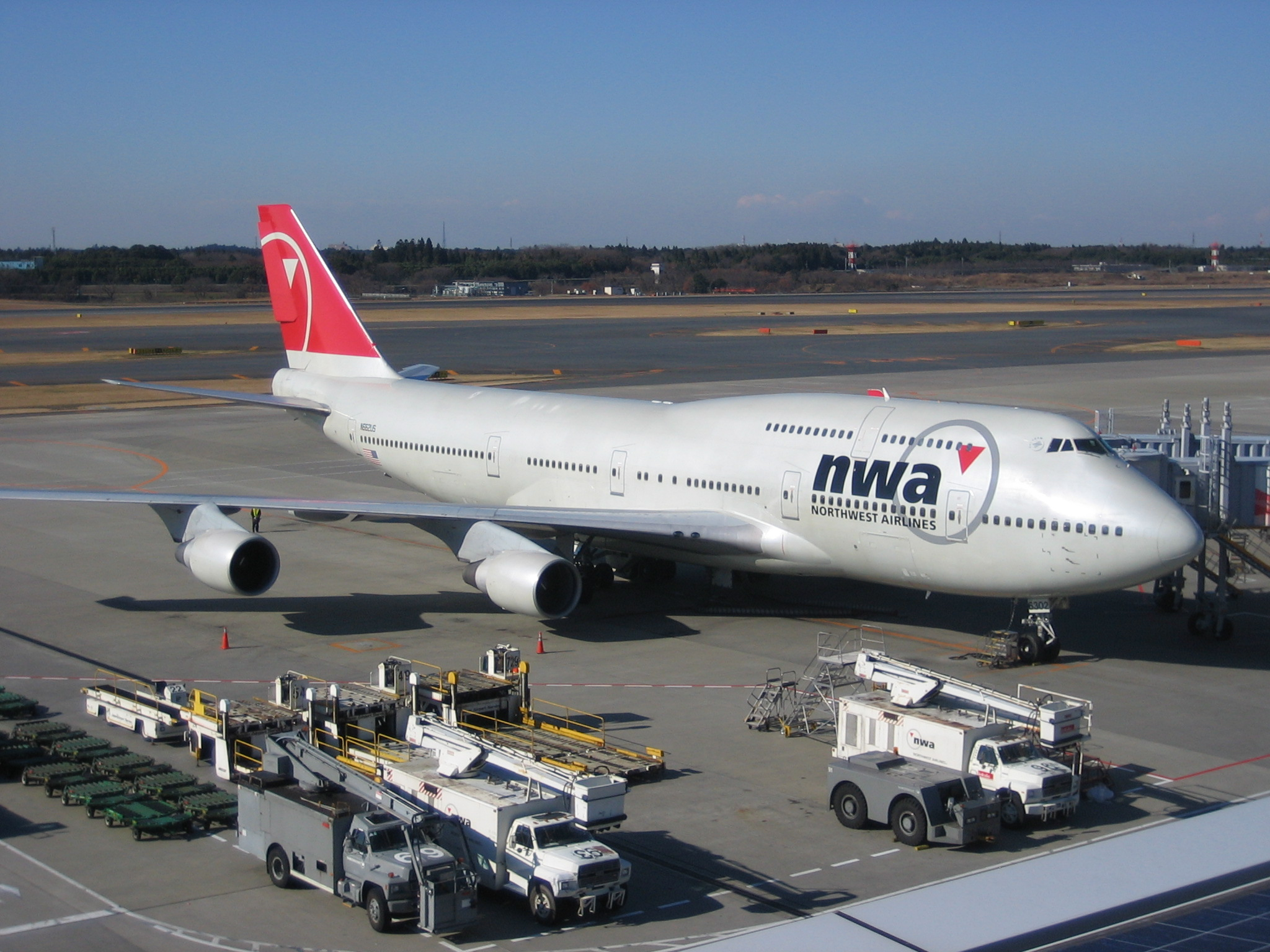
Boeing 747-400
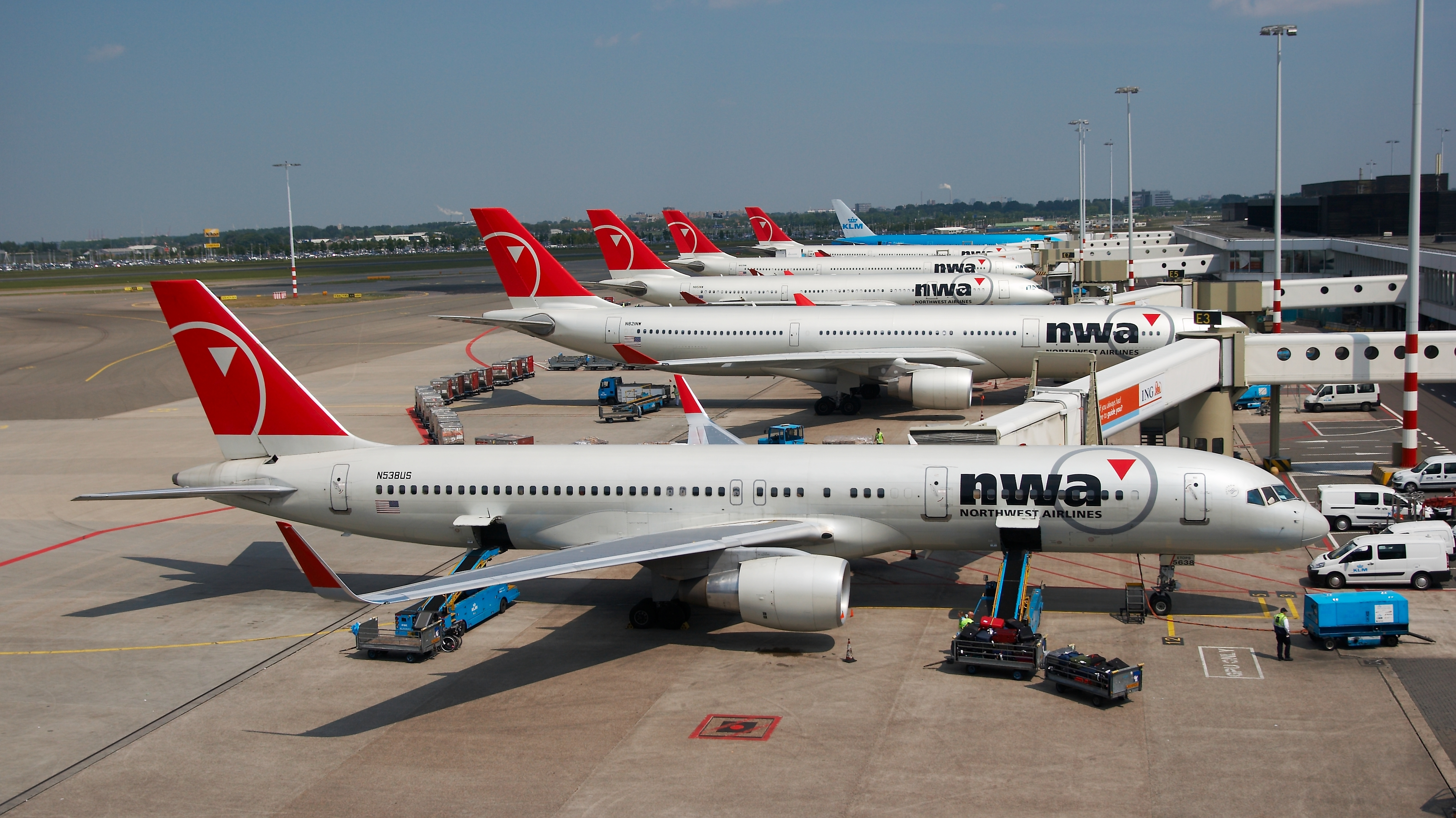
Boeing 757-200
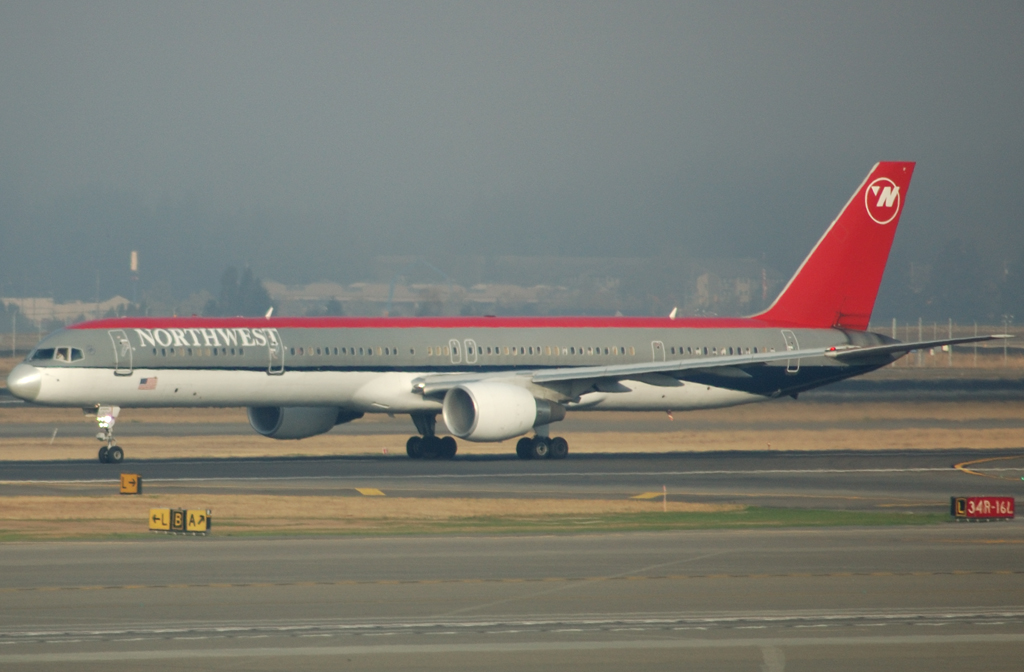
Boeing 757-300

## NWA Cargo
NWA Cargo was sinds 1926 de vrachtafdeling van Northwest Airlines. NWA Cargo was tot 31 december 2009 gestationeerd op Ted Stevens Anchorage International Airport in Anchorage. NWA Cargo had ook een hub op Schiphol. Het is geïntegreerd in Delta's vrachtmaatschappij, Delta Cargo.

## Code sharing
Naast de lokale tak (Northwest Airlink) en het lidmaatschap van Skyteam, had Northwest ook zogenaamde code sharing-overeenkomsten met enkele maatschappijen, waaronder:
| - Air Alps - Air Europa - Air Tahiti Nui - Alaska Airlines | - American Eagle - America West Airlines - Big Sky Airlines - Cebu Pacific | - Copa Airlines - Garuda Indonesia - Gulfstream International Airlines - Hawaiian Airlines | - Horizon Air - Japan Airlines - Jet Airways - Malaysia Airlines |

Air Canada ·
Alaska Airlines ·
American Airlines ·
Atlas Air ·
FedEx Express ·
Hawaiian Airlines ·
JetBlue Airways ·
Southwest Airlines ·
United Airlines ·
UPS Airlines